# Juha Mieto
Juha Iisakki Mieto, né le 20 novembre 1949 à Kurikka, est un fondeur finlandais, cinq fois médaillé olympique et lauréat de la Médaille Holmenkollen. Il est député du Parti du centre de 2007 à 2015.

## Biographie
Aux Jeux olympiques d'hiver de 1972, il est le porte-drapeau de la délégation finlandaise et se classe quatrième du quinze kilomètres à six centièmes du troisième Ivar Formo. En 1973, il remporte ses plus grandes victoires au niveau international en gagnant le quinze kilomètres et le cinquante kilomètres au Festival de ski de Holmenkollen. Il est de nouveau vainqueur sur le quinze kilomètres en 1975, 1977 et 1978. Il reçoit ainsi la Médaille Holmenkollen en 1974. En 1974, il remporte sa première médaille aux Championnats du monde, avec l'argent au trente kilomètres.
En 1976, il gagne les Jeux du ski de Lahti dans son pays. Cet hiver, il prend part aux Jeux olympiques d'Innsbruck, remportant le titre au relais avec Matti Pitkänen, Pertti Teurajärvi et Arto Koivisto. Deux ans plus tard, il réalise ses meilleurs championnats du monde, avec deux podiums : argent au relais et bronze au quinze kilomètres. Il gagne une quatrième médaille mondiale aux Championnats du monde 1982 sur le relais avec le bronze.
Aux Jeux olympiques d'hiver de 1980, il est médaillé d'argent sur le quinze kilomètres, battu de seulement un centième de seconde par Thomas Wassberg, ce qui dirige la Fédération internationale de ski à arrondir les temps au dixième au futur. Sur le cinquante kilomètres, il gagne une deuxième médaille d'argent, alors que sur le relais, il est en bronze.
Dans la Coupe du monde qui est disputée depuis les années 1980, il compte un podium individuel en février 1983 au 15 kilomètres à Sarajevo.
Il dispute ses quatrièmes Jeux olympiques en 1984, où il collectionne une troisième quatrième place, obtenue sur le quinze kilomètres. Au relais, il décrcoche sa cinquième médaille avec celle de bronze.
Il prend part à ses derniers championnats du monde en 1985.

## Palmarès

### Jeux olympiques
| Épreuve / Édition | Sapporo 1972 | Innsbruck 1976 | Lake Placid 1980 | Sarajevo 1984 |
| 15 km             | 4e           | 10e            | Argent           | 4e            |
| 30 km             |              | 4e             | 7e               | 8e            |
| 50 km             |              | 34e            | Argent           | 10e           |
| 4 × 10 km         | 5e           | Or             | Bronze           | Bronze        |

### Championnats du monde
| Épreuve / Édition | Falun 1974 | Lahti 1978 | Oslo 1982 |
| 15 km             | 4e         | Bronze     | 6e        |
| 30 km             | Argent     |            | 5e        |
| 4 × 10 km         |            | Argent     | Bronze    |

### Coupe du monde
- Meilleur classement général : 18e en 1984.
- 1 podium individuel : 1 deuxième place.
- 2 podiums en relais.

#### Classements
| Saison | Classement général |
| ------ | ------------------ |
| 1982   | 26e                |
| 1983   | 28e                |
| 1984   | 18e                |